# Diritto tedesco
Il diritto tedesco (in tedesco: Deutsches Recht) contemporaneo è un sistema giuridico fondato sui principi della Legge fondamentale della Repubblica Federale di Germania, anche se molte delle leggi fondamentali, quali la maggioranza delle disposizioni contenute nel Codice Civile (Bürgerliches Gesetzbuch, BgB) si svilupparono prima della Costituzione del 1949. Il sistema giuridico tedesco comprende le branche del diritto pubblico (öffentliches Recht), che regolamenta i rapporti tra il cittadino e gli enti pubblici, e del diritto privato (Privatrecht), che regolamenta i rapporti intersoggettivi tra singoli consociati (persone fisiche e persone giuridiche).

## Storia
Attraverso i secoli, il diritto tedesco ha subito varie influenze. Fino al Medioevo il primo diritto tedesco è constato della Legge Salica (Lex salica) dei Franchi Salii, e della legislazione di altre tribù germaniche. Il ruolo del diritto romano tornò ad essere fondamentale a partire dal Rinascimento, ed anche in seguito, quando la pandettistica riscoprì le formalità del diritto romano quali contenute nel corpus iuris civilis di Giustiniano, che sarebbe diventato "diritto comune" (Gemeines Recht) alla maggior parte delle comunità germanofone, prevalendo fino al XIX secolo.
La frammentazione del Sacro Romano Impero Germanico, composto da innumerevoli entità, aveva indotto una forte variazione del diritto in base anche alle tradizioni ed ai culti religiosi locali. Le norme giuridiche dell'epoca erano codificate in circa 3000 raccolte di norme rurali note come Weistümer (anche detti Holtinge o Dingrodel). Benché esistessero codici procedurali, essi erano applicati solo dalla Corte Imperiale Superiore di Giustizia, la Reichskammergericht. Ai livelli locali, molto conosciuti erano il Corpus Iuris Canonici - testo fondamentale del sistema di diritto canonico, ed il vecchio Corpus Iuris Civilis. Entrambi i testi erano centrali alla formazione dei giuristi germanici, e pertanto utilizzati fianco a fianco alle raccolte di norme rurali, per colmarne le carenze.
La riorganizzazione del sistema giuridico ebbe luogo ad opera della Prussia nel XVIII secolo mediante la promulgazione della Legge Generale Nazionale degli Stati Prussiani (Allgemeines Landrecht für die preußischen Staaten). Quest'opera di codificazione, che copriva tutte le branche del diritto, avrebbe suscitato una notevole influenza sui lavori successivi. La tradizione Tedesca fu notevolmente influenzata dall'opera di codificazione intrapresa in Francia a seguito della Rivoluzione di luglio del 1830, degli ideali della Rivoluzione francese e della legislazione Napoleonica - il Code Napoléon, il Code Pénale ed il Code d'Instruction Criminelle. Tale influenza fu particolarmente sentita nel Granducato di Baden, dove spesso la legislazione vigente constava di traduzioni dei codici francesi.
Una nuova ondata di codificazione ebbe inizio con la fondazione dell'Impero tedesco nel 1871. Avente inizio con la stesura del codice penale e procedurale, essa culminò nella stesura del Bürgerliches Gesetzbuch (Codice Civile), testo frutto di un ventennio di processo creativi, e che avrebbe influenzato il diritto tedesco fino ai giorni nostri. Nonostante tale influenza del Codice Civile, i vari Länder tedeschi hanno mantenuto la propria legislazione locali.
Il 1919 vide la promulgazione della Weimarer Verfassung (Costituzione della Repubblica di Weimar). Si trattava della prima Costituzione democratica tedesca, un testo liberal-democratico, ma privo di qualsiasi base etica o politica. Molto flessibile, la Costituzione ammetteva emendamenti illimitati, ponendo il solo requisito di basare ogni decisione legale su una decisione formalmente corretta resa dall'istituzione competente. Tali meccanismi costituzionali consentirono ad Hitler di rimodellare l'ordinamento istituzionale Tedesco conformemente ai propri desideri. I principali crimini del Nazional-socialismo infatti furono totalmente "legali" da un punto di vista formale, in quanto basati su decisioni rese dal Reichstag, all'epoca totalmente dominato dai Nazisti. Durante il periodo nazista, il diritto venne concepito come uno strumento di esecuzione della volontà del Führer. L'epurazione dei giuristi critici ed ebrei recò un vero e proprio danno al sistema giuridico tedesco, in quanto i migliori giuristi, ed in particolar modo gli avvocati - erano ebrei.
Dopo la Seconda guerra mondiale, due diversi sistemi giuridici comparvero in ciascuna delle Germanie. Nella DDR ebbe luogo il tentativo di introdurre un diritto modellato sulle ideologie comuniste e socialiste.
La Repubblica Federale Tedesca diede inizio ad un'opera di miglioramento della legislazione esistente. Le norme promulgate durante il periodo Nazista, in particolar modo quelle che autorizzavano la discriminazione su base razziale, furono abrogate. Particolare attenzione fu posta nella stesura di una nuova Costituzione, che fosse in grado di prevenire le conseguenze indotte dalla flessibilità della Costituzione di Weimar. Negli anni '90 la riunificazione tedesca risultò nell'applicazione del diritto della Repubblica Federale anche sugli ex territori della Repubblica Democratica. Molto recente è l'influenza del Diritto Comunitario, che - allo scopo di armonizzare la legislazione degli stati membri dell'Unione europea, è sfociato in una cessione del potere legislativo in favore di Bruxelles, dove hanno luogo alcuni processi legislativi in precedenza di competenza del governo federale. Tuttavia, il sistema giuridico tedesco presenta un'impronta fortemente federalista, che attribuisce competenza legislativa a ciascuno dei (Länder) in particolari materie.
Le tradizioni giuridiche tedesche hanno influenzato, durante il XIX ed il XX secolo i sistemi giuridici del Giappone, della Repubblica di Corea e della Repubblica Popolare Cinese, che hanno attinto al modello germanico durante varie fasi delle rispettive riforme giuridiche.

## Diritto pubblico
Il diritto pubblico (Öffentliches Recht) regolamenta i rapporti tra il cittadino e gli enti pubblici, o tra gli enti pubblici. Ad esempio, la legislazione in materia fiscale è sempre parte del diritto pubblico, esattamente come la legislazione che regolamenta i rapporti tra le autorità federali e le autorità dei Länder. Il diritto pubblico è di norma basato sul cosiddetto principio di 
"Über-Unterordnungs-Verhältnis" ("rapporti tra entità superiore ed entità subordinata"). In concreto, il principio consente all'autorità pubblica di definire atti senza il necessario consenso dei cittadini. Ad esempio, l'autorità ordina ai cittadini il pagamento di tasse ed imposte, senza dover necessariamente ottenere il loro consenso. L'autorità è comunque limitata nelle sue azioni dalla necessità del rispetto della legge, ed è in grado di esercitare questa sua facoltà solo entro i limiti imposti dalla legge.

### Diritto costituzionale
La Costituzione (Verfassung) è conosciuta anche come Grundgesetz o legge base, in quanto il costituzionalista considerò questo corpus come un documento provvisorio, che sarebbe stato sostituito un giorno dalla costituzione della Germania unita. Il progetto della Costituente fu avviato nell’agosto 1945, quando nell’isola Herrenchiemsee in Baviera un gruppo di esperti – politici, professori e giuristi – si riunirono per due settimane con lo scopo di mettere insieme una prima bozza che doveva diventare la base per il Consiglio parlamentare (Parlamentarischer Rat). Gli alleati – inglesi, francesi e americani – volevano soprattutto una costituzione democratica. Gli americani esigevano a tutti i costi un sistema federale (Bundesstaatsprinzip), per i francesi e gli inglesi, invece, era importante puntare sulla divisione dei poteri (Gewaltenteilung) e su un catalogo di diritti fondamentali (Menschenrechte). Dopo nove mesi di intenso lavoro, il Parlamentarischer Rat, presieduto da Konrad Adenauer e costituito da 65 membri – tra cui solo quattro donne -, presentò a Bonn – che sarebbe diventata la capitale della Repubblica federale tedesca – il testo finale del Grundgesetz.
Nell'attuale Costituzione è evidente la reazione al Nazionalsocialismo, che si manifesta in una certa diffidenza nei confronti della popolazione e del governo, adottata in reazione ai problemi della Costituzione di Weimar. Se la Costituzione di Weimar era flessibile, la Costituzione attuale è rigida. Se la Costituzione di Weimar lasciava al legislatore la più ampia libertà in materia legislativa, la Costituzione pone dei confini che a nessuno è consentito violare. Ove possibile, i poteri sono limitati e controllati. Il diritto costituzionale Tedesco Verfassungrecht, disciplina la materia costituzionalistica, nonché i diritti e gli obblighi delle istituzioni. Una sua parte importantissima sono i diritti civili, i primi ad essere elencati dalla Costituzione, che costituiscono la sorgente delle restanti disposizioni. Come di norma negli ordinamenti democratici occidentali, ha luogo la separazione dei poteri, con il potere esecutivo esercitato dal governo, il potere giudiziario dalle corti e dalla magistratura, il potere legislativo dal parlamento federale e dai parlamenti dei Länder. Principi fondamentali sono inoltre la democrazia, il federalismo ed il Rechtsstaatsprinzip, o principio dello stato di diritto, postulante la sottomissione dei poteri dello stato alla legge. Tali principi costituzionali sono inviolabili, ed al di là di qualsiasi emendamento. Emendamenti costituzionali possono avere luogo solo nel quadro del loro rispetto.
La Costituzione rappresenta la massima fonte nella gerarchia delle fonti del diritto. La massima autorità in materia di diritto costituzionale - ed entro certi limiti la massima autorità giuridica - è la Corte Costituzionale (Bundesverfassungsgericht), cui compete la tutela dell'ordinamento costituzionale, e la supervisione degli organi di esecutivo, legislativo e giudiziario, il controllo di costituzionalità delle procedure legislative, e la tutela dei diritti e dei doveri costituzionali. La Corte Costituzionale rappresenta un forum in cui le istituzioni possono confrontarsi, e ridefinire i limiti della propria autorità, ma fornisce anche ai cittadini la possibilità di denunciare violazioni dei propri diritti civili. Quest'ultima funzione della Corte Costituzionale rappresenta la maggior parte della sua attività e spesso induce variazioni nelle norme legislative in conflitto con i diritti civili. La Corte Costituzionale ha il potere di annullare le decisioni delle corti inferiori solo quanto esse siano in contrasto con la Costituzione. L'influenza del Diritto Comunitario è evidente, in quanto la Costituzione non è più la sola fonte del diritto, ma ad essa si affiancano i trattati e la legislazione dell'Unione Europea.
I Länder tedeschi sono dotati delle proprie costituzioni, e delle relative leggi costituzionali e corti costituzionali, nonostante le norme costituzionali e le decisioni della Corte Costituzionale siano direttamente applicabili agli atti di ciascuno dei Länder e delle sue istituzioni.

### Diritto penale
Il diritto penale è disciplinato dalla legislazione federale. La principale fonte del diritto penale è lo Strafgesetzbuch, originato dal Reichsstrafgesetzbuch.
Le norme in materia di responsabilità penale stabiliscono che i minori di 14 anni non siano penalmente perseguibili. I minorenni ed - in particolari casi - i minori di 21 anni sono giudicati da tribunali speciali, e godono di mitigazioni della pena. Nel corso del processo penale il pubblico ministero (Staatsanwalt) svolge la funzione di pubblica accusa e l'imputato ha la possibilità - in molti casi l'obbligo - di scegliere un avvocato difensore. Il pubblico ministero (Staatsanwaltschaft) e le forze di polizia sono competenti per le indagini preliminari, tuttavia non svolgono funzione giudiziaria, e sono tenuti a svolgere la loro funzione in maniera obiettiva. Le sentenze sono emesse da un giudice unico - nelle corti di seconda istanza da un collegio - affiancato da giudici popolari (Schöffen).
Le pene variano da multe all'ergastolo, che di norma può essere oggetto di ricorso in appello a partire dal quindicesimo anno di detenzione. La pena di morte è proibita. Gli elementi che manifestano una forte pericolosità sociale e malattie mentali possono essere internati in ospedali psichiatrici, o detenuti per il tempo necessario, anche in seguito all'esecuzione di una sentenza di condanna a pena detentiva (Sicherungsverwahrung).
L’azione penale in Germania è promossa dal Pubblico Ministero – o anche Procuratore (Staatsanwalt). Un Procuratore può dare avvio ad un procedimento penale, solo se riceve una notizia di reato. La notizia di reato, pertanto, può venire da un esposto (anche denuncia o querela) di un privato (Anzeige oppure Strafanzeige), un referto medico, un rapporto stilato dalla polizia (Polizeibericht), una notizia giornalistica (ad es. uno scoop), una comunicazione di autorità amministrative o enti pubblici. In Germania la denuncia può anche essere anonima: a decidere se avviare le indagini sarà il Procuratore che dovrà valutare la veridicità dei fatti che vengono esposti nella denuncia anonima. Quando la notizia di reato, dunque, giunge a conoscenza del Procuratore quest’ultimo valuta e, se ritiene che si possa ravvisare un qualche reato, svolge le sue indagini, anche avvalendosi della polizia, che in Germania, sostanzialmente è suddivisa in quella che vigila sulla sicurezza e l’ordine pubblico (Schutzpolizei) e la polizia criminale (Kriminalpolizei), competente soprattutto per reati gravi. Al termine delle indagini, il Procuratore ha tre possibilità: può archiviare il procedimento, qualora ritenga che non vi siano elementi sufficienti di colpevolezza a carico dell’indagato (ted.: Einstellung)[1]. Inoltre, può presentare al tribunale competente l’atto d’accusa (Anklage), qualora ritenga, invece, che vi siano elementi di colpevolezza. Se il reato non è grave e l’imputato non ha precedenti penali, può, infine, chiedere al tribunale penale il rilascio di un decreto penale (Strafbefehl). Se il giudice ritiene che vi siano gli estremi per una condanna, provvederà a disporre il giudizio, dando il via al procedimento penale e fissando un’udienza (Hauptverhandlung). Un’udienza preliminare – come in Italia – non è prevista. Qualora il Procuratore, invece, abbia fatto richiesta di un decreto penale e il giudice lo sostiene, l’udienza sarà fissata dal giudice solo se l’imputato si oppone al decreto (ted.: Einspruch), altrimenti la condanna diventa definitiva (rechtskräftig).
L’udienza penale inizia con la lettura dell’atto d’accusa, dopodiché l’imputato ha la possibilità di fare le sue dichiarazioni. Ovviamente può avvalersi della facoltà di non rispondere (Schweigerecht). L’imputato, inoltre, ha diritto ad un avvocato difensore (Strafverteidiger), in caso di reato grave il giudice gli affiancherà un avvocato d’ufficio (Pflichtverteidiger). I Consolati generali italiani hanno una lista di avvocati che parlano italiano, ai quali rivolgersi. 
L’autorità di polizia, o quella giudiziaria, deve inoltre informare la rappresentanza consolare dell’arresto del cittadino italiano, a meno che il cittadino arrestato si dichiari contrario alla comunicazione. Tale obbligo è previsto dall’art. 36, comma 1 della Convenzione di Vienna sulle relazioni consolari del 1º dicembre 1964, il quale prevede che, nel caso di arresto di un cittadino straniero, l’autorità dello Stato dove è avvenuto l’arresto debba informare senza indugio l’autorità consolare dello Stato di cittadinanza della persona privata della libertà personale, qualora ne faccia richiesta.
Durante l’udienza il giudice provvederà a sentire i testimoni (ted. Zeugen) e, a seconda delle circostanze, i periti (Sachverständige). Alla fine dell’istanza probatoria, il giudice invita prima il Procuratore e poi l’avvocato difensore a presentare l’arringa, dopodiché l’ultima parola spetta all’imputato (letztes Wort). Dopo un intervallo – più o meno lungo – il giudice emette la sentenza, che può essere di assoluzione (ad esempio se non è stato commesso il fatto o non vi sono prove della colpevolezza) oppure di condanna. Contro la sentenza di primo grado, in Germania, l’imputato potrà ricorrere in appello (Berufung), se la prima istanza era la pretura (Amtsgericht). Diverso, invece, il discorso se in primo grado a decidere è stato il tribunale penale (Landgericht): qui è previsto solo il ricorso in Cassazione (Revision).
[1] La persona offesa, in questi casi, può proporre opposizione all’archiviazione (ted.: Beschwerde).

## Diritto privato
Il diritto privato (Privatrecht) regolamenta rapporti intersoggettivi tra singoli consociati, come ad esempio venditore ed acquirente, datore di lavoro ed impiegato, o due entità poste sullo stesso livello dei soggetti privati, quali ad esempio due aziende. Il diritto privato non si applica alla regolamentazione dei rapporti che vedono il coinvolgimento di un soggetto istituzionale.

### Diritto civile
Il diritto civile (Bürgerliches Recht) regolamenta i rapporti tra persone fische, e tra persone giuridiche. La principale fonte del diritto civile è il Codice Civile, (Bürgerliches Gesetzbuch, BgB), che consta di cinque parti: parte generale, obbligazioni, proprietà, diritto di famiglia, diritto delle successioni.
Principio fondamentale del diritto privato è il principio di Privatautonomie, in base al quale i cittadini godono del diritto di regolare i propri affari senza alcuna interferenza da parte dello stato, in particolar modo riguardo alla gestione della proprietà e alla conclusione di contratti. Pertanto, molte delle disposizioni del Codice Civile si riferivano solo alle questioni che potrebbero non essere state affrontate da un contratto, o non vedere l'accordo delle parti. In anni recenti ha avuto luogo una maggiore produzione normativa, soprattutto dei rapporti tra professioni e tra consumatori, che ha dichiarato non validi i contratti che pongono un eccessivo onere su una delle parti. I minori e quanti si trovano in posizione di difficoltà economica sono oggetto di tutela particolare.

## Diritto procedurale
Il diritto procedurale tedesco si basa su un ruolo attivo dei giudici. In ogni settore dell'ordinamento giudiziario, il giudice è responsabile per la raccolta delle prove, ed è assistito dalle parti o dai loro rappresentanti legali, quantunque in alcune branche del diritto la corte abbia solo il dovere di valutare le prove addotte da ciascuna delle parti. Ciascuna delle parti gode di uguali diritti e doveri, e può scegliere di essere rappresentato da uno o più avvocati nei procedimenti di prima istanza. Nei procedimenti di istanza superiore, vige l'obbligo di scegliere un rappresentante legale.  Nel corso del processo le parti presentano la propria versione dei fatti al giudice, che in seguito rende la sentenza in maniera indipendente.